# Asura nigrivena
Asura nigrivena là một loài bướm đêm thuộc phân họ Arctiinae, họ Erebidae.